# Sidney (Columbia Britannica)
Sidney è una località (town) del Canada, situata in Columbia Britannica, nel distretto regionale della Capitale.

## Amministrazione

### Gemellaggi
- Cairns